# Nanyue (Hengyang)
Der Stadtbezirk Nanyue (chinesisch 南岳区, Pinyin Nányuè Qū) ist ein Stadtbezirk in der chinesischen Provinz Hunan. Er gehört zum Verwaltungsgebiet der bezirksfreien Stadt Hengyang (衡阳市). Der Stadtbezirk hat eine Fläche von 179,1 km² und zählt 70.800 Einwohner (Stand: Ende 2018).

## Administrative Gliederung
Auf Gemeindeebene setzt sich der Stadtbezirk aus einem Straßenviertel, einer Großgemeinde und drei Gemeinden zusammen. 　　